# Połoz japoński
Połoz japoński (Elaphe climacophora), znany również jako wąż kurylski i wąż wyspowy – gatunek węża z rodziny połozowatych, występujący na Wyspach Japońskich.

## Wielkość
Gad dorasta do około 120–140 cm długości. W naturze wąż ten osiąga nieco większe rozmiary niż w hodowli, do 170 cm. Rekordowy zanotowany dotychczas okaz mierzył 230 cm.

## Długość życia
Średnio ok. 15, czasami 20 lat.

## Wygląd
Ciało tego gatunku ma smukłą budowę, głowa stosunkowo duża, wyraźnie odznaczająca się od szyi, długi i chwytny ogon, stanowiący prawie 1/4 długości ciała. Ubarwienie zmienne, najczęściej zielonkawo-szare, szaro-niebieskawe lub oliwkowo-szare, czasami brązowawe, a nawet jednolicie szare. W środowisku naturalnym występuje także forma albinotyczna tego gatunku. Młode osobniki posiadają dwa pasy na grzbiecie, które (choć nie zawsze) z wiekiem zanikają. Strona brzuszna jednolicie szara, z metalowym połyskiem. Łuski lekko kilowate. Oczy z okrągłą źrenicą. Język jasnoczerwony.

## Występowanie
Wąż japoński występuje na Wyspach Japońskich – Hokkaido, Honsiu, Kiusiu, Sikoku (oraz wielu innych mniejszych), a także na niektórych Wyspach Kurylskich, np. Kunashiri (Rosja).

## Cechy szczególne
Dobrze się wspina, co umożliwia mu jego smukła budowa i chwytny ogon. W czasie zagrożenia wibruje szybko swoim długim ogonem, a czasami wydziela z kloaki dobrze wyczuwalny zapach (zielonkawą mazistą substancję), przypominający zapach lisów i trawy.

## Aktywność
Głównie w dzień, ale równie często w godzinach porannych i wieczornych (czasami sporadycznie także nocą). Gatunek naziemny, ale bardzo dobrze i często się wspina. Życie i obyczaje tych węży w środowisku naturalnym (prócz rodzaju spożywanego pokarmu i zamieszkiwanego środowiska) są prawie nieznane. 

## Biotop
Wąż ten zasiedla różnorodne środowiska, ale najczęściej zamieszkuje lasy bambusowe, leśne i krzaczaste zarośla oraz tereny trawiaste, kamieniste, a także pola ryżowe i inne tereny uprawne, lubi obszary w pobliżu wody. Występuje do wysokości 2000 m n.p.m.

## Terrarium
Dosyć przestronne, z licznymi kryjówkami w postaci kawałków kory, odwróconej doniczki, itp., są one bardzo ważne szczególnie w pierwszym okresie po nabyciu gadów (w okresie aklimatyzacji), gdyż łatwo się płoszą i muszą mieć możliwości ukrycia się. Nie należy zapomnieć o gałęziach, choć teoretycznie jest to gatunek naziemny, bardzo chętnie się wspina i lubi wylegiwać się na wysokościach, dlatego dobrze jest również umieścić półki, na których węże te lubią wypoczywać całymi godzinami, a nawet nie ruszają się z nich przez kilka dni. Jako podłoża można użyć drobno mielonej kory drzew iglastych lub torfu, a najlepiej mieszanki obu tych składników. Terrarium, szczególnie dla młodych, można obsadzić roślinami, takimi jak scindapsus, kolumnea, cisus, trzykrotka, pilea, bluszcze, drobnolistne fikusy, filodendrony, ale i dorosłe raczej nie niszczą roślinności. Jednak przy roślinach znajdujących się na dnie zbiornika (w podłożu) należy zabezpieczyć doniczki, gdyż podczas rycia w ziemi na pewno zostaną wykopane. Konieczny jest basen, na tyle duży, aby cały wąż mógł się w nim zanurzyć. Jednak węże japońskie niechętnie piją z basenu i wolą spijać krople wody ze ścian pomieszczenia, roślin i elementów dekoracji, dlatego należy całe terrarium co kilka dni zraszać letnią wodą, ważne jest z tego względu zachowanie całego terrarium w czystości. W Polsce jeszcze mało popularny.

## Wielkość terrarium
Dla dorosłej pary ok. 100x50x70 cm, dla jednego osobnika wystarczy 70x50x60, ale są to wielkości umowne.

## Oświetlenie
Cykl 12-godzinny. W terrariach o wymiarach, które podano powyżej moc żarówki to minimum 60 W.

## Temperatura
W dzień od 25 do 28 °C (30 °C), w nocy o kilka stopni mniej – 20–25 °C, nawet do 18 °C. Odpowiednią temperaturę uzyskuje się poprzez żarówkę odpowiedniej mocy oraz ogrzewanie podłogowe.

## Wilgotność
Około 50–75%, w okresie wylinki powinna nieco wzrosnąć. Również większą wilgotność należy utrzymywać u węży młodych niż u dorosłych. Całe terrarium należy spryskiwać co 2–3 dni, ponieważ węże te często spijają rosę ze ścian terrarium i elementów dekoracyjnych.

## Żywienie
W naturze gatunek ten odżywia się gryzoniami, niedużymi ptakami, jaszczurkami, żabami oraz ptasimi jajami. Młode osobniki łapią również owady. W terrarium należy podawać mu głównie myszy, młode szczury i noworodki szczurze, a także kurczaki jednodniówki. W hodowli wąż ten często może sprawiać pewne problemy związane z karmieniem, ponieważ zdarza się, że czasami je bardzo obficie, a potem przez bardzo długi czas nie przyjmuje pokarmu lub przyjmuje go bardzo nieregularnie. Może również nie jeść po zmianie środowiska (po zakupie i przyniesieniu go do domu), przeważnie zaczyna jeść po upływie pewnego czasu aklimatyzacji (od kilku dni do kilku tygodni). Większość młodych tuż po wykluciu musi być karmiona przymusowo. Większość osobników tego gatunku (szczególnie w młodocianym wieku) nie preferuje pokarmu martwego i należy im wówczas podawać wyłącznie żywe zwierzęta, większość dorosłych można stopniowo przyzwyczaić do pokarmu martwego. Poza tym wskazane jest oddzielanie podczas karmienia młodych i średnich węży, ponieważ często atakują się nawzajem, gdy czują na sobie zapach pożywienia, dlatego trzeba je po karmieniu spryskiwać, by straciły zapach pożywienia (niewykluczony jest również kanibalizm).

## Rozmnażanie
Po okresie zimowania następuje okres godowy i kopulacja. Czas trwania kopulacji jest bardzo różny i może trwać od kilku, kilkunastu dni do nawet kilku tygodni. Samiec często długo ściga samicę, próbując podjąć kopulację, po jej unieruchomieniu oplata ją swoim ciałem i następuje kopulacja. Akt ten trwa zazwyczaj jedną lub kilka godzin. Ponieważ gody tego gatunku są długie i towarzyszy im kilka kopulacji trudno dokładnie określić długość ciąży, ale w przybliżeniu można podać, że trwa ona około dwóch miesięcy. Po tym czasie samica składa jaja w różnej liczbie, najczęściej jest to 3–5, czasami 6–8, notowano również przypadki 10, 11, 12 a nawet 24 jaj. Jaja mają wyjątkowo podłużny, jajowaty kształt, długość ok. 5–7 cm i do 2 cm szerokości (średnicy). Inkubacja trwa od 50 do 65 dni i powinna być przeprowadzana w temperaturze 27–29 °C. młode zaraz po wykluciu mierzą średnio ok. 27–35 cm. Młode węże bardzo często odmawiają przyjmowania pokarmu i należy karmić na siłę, nawet przez pół roku. Rosną stosunkowo powoli, po dwóch latach osiągają ok. 70–80 cm długości i uzyskują wówczas dojrzałość płciową.

## Zimowanie
Wskazane jest zimowanie, szczególnie jeżeli chce się je rozmnażać. Trwa ono od 2 do 5 miesięcy, w temperaturze 8–15 °C. Najczęściej zaczyna się w listopadzie, a kończy w styczniu, lutym lub w połowie marca.